# Dominicana-de-Aviación-Flug 603
Auf dem Dominicana-de-Aviación-Flug 603 (Flugnummer: DO603, Funkrufzeichen: DOMINICANA 603) verunglückte am 15. Februar 1970 eine auf einem internationalen Linienflug von Santo Domingo nach San Juan befindliche Douglas DC-9-32 der Dominicana de Aviación kurz nach dem Start, wobei alle 102 Personen an Bord ums Leben kamen. Bis zum Birgenair-Flug 301 handelte es sich damit um den schwersten Flugunfall in der Dominikanischen Republik.

## Flugzeug
Bei der verunglückten Maschine handelte es sich um eine Douglas DC-9-32, die 1969 im Werk von McDonnell Douglas in Long Beach, Kalifornien endmontiert wurde. Das Roll-Out der Maschine mit der Werknummer 47500 und der Modellseriennummer 546 erfolgte am 30. September 1969. Am 16. Dezember 1969 wurde sie an die Dominicana de Aviación ausgeliefert, die die DC-9 mit dem Luftfahrzeugkennzeichen HI-177 in Betrieb nahm. Das zweistrahlige Schmalrumpfflugzeug war mit zwei Mantelstromtriebwerken des Typs Pratt & Whitney JT8D-7 ausgestattet. Bis zum Zeitpunkt des Unfalls hatte die DC-9 eine Gesamtbetriebsleistung von 354 Betriebsstunden absolviert.

## Passagiere und Besatzung
An Bord der Maschine befanden sich 97 Passagiere und fünf Besatzungsmitglieder. Unter den Passagieren befanden sich Trainer und Spielerinnen der 26-köpfigen Volleyball-Nationalmannschaft der Frauen von Puerto Rico sowie der dominikanische Boxer Carlos Teo Cruz, der Weltmeister im Leichtgewicht. Zu den weiteren Passagieren zählte die dominikanische Karatekämpferin Leslie Imbert, Tochter von Antonio Imbert Barreras, einem militärischen Überlebenden der Verschwörung, bei der der Diktator Rafael Leónidas Trujillo Molina ermordet wurde.

## Unfallhergang
Die Maschine startete um 18:30 Uhr von der Startbahn 16 des Flughafens Santo Domingo zu dem internationalen Linienflug nach San Juan. Etwa zwei Minuten nach dem Start verlor eines der beiden Triebwerke an Leistung. Die Besatzung erklärte Luftnotlage und teilte den Fluglotsen mit, dass das rechte Triebwerk ausgefallen sei. Die Besatzung versuchte zurückzukehren, indem sie eine Rechtskurve einleitete, woraufhin auch das linke Triebwerk ausfiel. Das Flugzeug sank dann schnell ab und die Piloten verloren die Kontrolle. Die DC-9 schlug schließlich gegen 18:30 Uhr bei Punta Caucedo, drei Kilometer südlich des Flughafens, auf der Meeresoberfläche auf. Unter den 97 Passagieren und fünf Besatzungsmitgliedern an Bord gab es keine Überlebenden.

## Ursache
Da die Familie des Generalmajors Antonio Imbert Barrera an Bord war, wurde anfangs die Möglichkeit, es habe sich bei dem Unfall um einen Terroranschlag gehandelt, in Betracht gezogen. Es wurden nur wenige Trümmer geborgen und leider wurden weder der Cockpit Voice Recorder noch der Flugdatenschreiber gefunden. Aufgrund fehlender Beweise konnte daher die genaue Unfallursache nicht mit Sicherheit bestimmt werden. Es wurde angenommen, dass der doppelte Triebwerksausfall durch die Verunreinigung des Kraftstoffs durch das Eindringen einer erheblichen Wassermenge verursacht worden sein könnte.